# Zrcalo
Zrcalo ili ogledalo je ploha koja pravilno odbija svjetlost. To može biti uglačana metalna ili metalizirana staklena ploča. Zrcalo može biti ravno i zakrivljeno (konkavno ili konveksno). Konveksna zrcala su ispupčena, dok su konkavna izdubljena.
Dobiveni lik u zrcalu ovisni o tome gdje se nalazi može biti:
1. stvaran ili realan (ako je s iste strane zrcala kao i predmet) ili nestvaran ili virtualan (ako je sa suprotne strane zrcala nego predmet).
2. iste veličine kao i predmet, uvećan ili umanjen.
3. obrnut ili uspravan te prividan.

Za konstrukciju lika kod sfernih (izdubljenih i ispupčenih) zrcala koriste se zrake koje polaze s različitih točaka predmeta.

## Zrcalo u fizici
Zrcalo, u fizici, je svaka glatka površina koja odbija ili reflektira svjetlost. Zrcala se dijele na ravna i zakrivljena. Uz upotrebu u svakidašnjem životu, zrcalo ima i veliku primjenu u astronomskim dalekozorima i teleskopima. Za svakidašnju primjenu izrađuju se zrcala od stakla, kojemu je stražnja stijenka prevučena reflektirajućim metalnim slojem te zaštitnim slojem koji štiti refleksijsku površinu od oštećenja.

### Ravno zrcalo
Ravno zrcalo je ravna glatka površina koja odbija svjetlost, pritom je dobivena slika predmeta prividna (virtualna), uspravna i jednake veličine kao predmet koji se zrcali.
Pustimo li uzak pramen Sunčevih zraka na ravno zrcalo, pramen zraka će se odbiti kao i lopta koja udari u zid. Fizikalno tijelo s glatkom površinom, koje odbija zrake svjetlosti zove se zrcalo. Svjetlost koja pada na takvo zrcalo odbija se tako da je kut upadanja jednak kutu odbijanja. Kut upadanja je kut što ga čini zraka s okomicom u točki upadanja, a kut odbijanja je kut što ga čini odbijena zraka s istom okomicom. Te zrake leže u ravnini koja je okomita na ravninu zrcala. To je zakon refleksije ili zakon odbijanja svjetlosti.
U ravnom zrcalu možemo zbog refleksije vidjeti sliku predmeta od kojeg dolaze zrake svjetlosti. Čini se kao da se slika u ravnom zrcalu nalazi iza zrcala. Ta se slika ne može uhvatiti na zastoru, pa se zove prividna ili virtualna slika. Pramen zraka koji izlazi iz točke A dolazi nakon refleksije u naše oko. Produljimo li te zrake iza zrcala, one će se sjeću u točki A’ koja je slika točke A. Iz slike vidimo homocentričan (sa zajedničkim središtem) snop zraka svjetlosti ostaje homocentričan i poslije refleksije, to jest zrake koje dolaze iz izvora A odbijaju se tako kao da izlaze iz slike A’.

### Kutno zrcalo
Kutno zrcalo čine dva ravna zrcala koja međusobno zatvaraju neki kut, na primjer δ = 45°. Zraka svjetlosti koja dolazi na prvo zrcalo pod kutom α odbija se pod istim kutom i pada na drugo zrcalo. Na tom zrcalu je također kut refleksije jednak kutu upadanja β. Iz trokuta izlazi da je:
{\displaystyle \alpha +\beta =45^{\circ }}
jer okomice na zrcalo čine međusobno isti kut koliki je kut između zrcala:
{\displaystyle U=2\cdot \alpha +2\cdot \beta =2\cdot (\alpha +\beta )=2\cdot 45^{\circ }=90^{\circ }}
Odatle vidimo da zraka svjetlosti nakon refleksije na dvjema zrcalima čini sa svojim prvobitnim smjerom dvostruki kut od kuta između zrcala. To vrijedi za bilo koji kut koji se na primjer zakrene paralelno zrcalo jedno prema drugome.

### Sferno zrcalo
Sferno zrcalo je dio kugline kalote koji odbija zrake svjetlosti s unutarnje ili s vanjske strane. Ono sferno zrcalo koje je s nutarnje strane fino polirano i na toj strani odbija zrake svjetlosti zove se udubljeno ili konkavno zrcalo. Ako je zrcalo s vanjske strane polirano i s te strane odbija zrake svjetlosti, onda je to ispupčeno ili konveksno zrcalo.

### Parabolično zrcalo
Parabolično zrcalo ili parabolično ogledalo je zrcalna površina u obliku rotacijskoga paraboloida. Obasjano točkastim izvorom svjetlosti ili drugim elektromagnetskim zračenjem, u žarištu nakon refleksije oblikuje svjetlosni snop usporedan s osi zrcala, a pri prijemu snopa svjetlosti usporedna s osi zrcala, okuplja svjetlosni snop u žarište zrcala.
Zakrivljena zrcala većinom su dijelovi nekih pravilnih ploha, pa tako nastaje sferno zrcalo, elipsoidno zrcalo, paraboloidno zrcalo, hiperboloidno zrcalo i drugo. Optička se zrcala raznoliko primjenjuju, ponajprije u optičkim instrumentima i reflektorima. I u drugim sustavima koji se mogu opisati zakonima sličnim geometrijskoj optici (npr. elektromagnetski ili akustički sustavi) postoje sastavnice koje djeluju kao zrcala.
Parabolično zrcalo je zakrivljenije u sredini nego na rubu. To je potrebno da bi ono moglo paralelne zrake svjetlosti skupljati u jednu točku. Dakle, poprečni presjek zrcala mora biti parabola s tjemenom u središtu zrcala. Razlika između sfernog i paraboličnog zrcala je toliko mala da se mjeri desetinkama mikrometra, ali je zato velika razlika u kvaliteti slike koju daju!

## Vanjske poveznice
|  | Zajednički poslužitelj ima još gradiva o temi Zrcalo |